# Adamów (gmina Kłomnice)
Adamów – wieś w Polsce położona w województwie śląskim, w powiecie częstochowskim, w gminie Kłomnice.

## Nazwa
Miejscowość po raz pierwszy jest notowana od XIX wieku: w 1827 Adamów, 1900 Adamów. Nazwa pochodzi od imienia Adam z dodaniem sufiksu -ów

## Historia
Pod koniec XIX wieku miejscowość jako wieś, folwark oraz kolonia Adamów odnotował Słownik geograficzny Królestwa Polskiego. Leżała ona w powiecie noworadomskim, gmina Rzeki, parafia Mstów. W 1827 wieś liczyła 22 domy i 152 mieszkańców. W 1900 26 domów, w których mieszkało 170 mieszkańców i miała 312 morg przestrzeni. Folwark 351 morg na których stał 1 dom z 12 mieszkańcami.
W latach 1975–1998 miejscowość administracyjnie należała do województwa częstochowskiego.
20 lipca 2007 przez wieś przeszła trąba powietrzna, niszcząc kilkadziesiąt zabudowań gospodarskich.